# 役者評判記
役者評判記（やくしゃひょうばんき）は、江戸時代に刊行された歌舞伎役者に対する批評書である。歌舞伎評判記とも。

## 概要
遊女評判記の好評を受けて、1656年（明暦2年）男色趣味に基づく歌舞伎若衆の批評書『役者の噂』（野郎評判記）が刊行された。ただし、現存する評判記は、1660年（万治3年）刊『野郎虫』が最古である。この野郎評判記に対して、役者評判記は貞享年間から刊行が始まった。『野良立役舞台大鏡』『役者大鑑』などで、歌舞伎役者の技術や芸風を批評する形が定まり、1699年（元禄12年）刊『役者口三味線』で、演技に対する記述を主とする役者評判記の体裁が確立した。その体裁とは、京都・江戸・大坂で各1巻とする3巻3冊の形式で、序に浮世草子風の短編小説を書き、本文において、役柄別に役者の芸評と各座の狂言の挿絵が書かれるというものである。個々の役者について、上上吉・上上・上・中の上・中と位付けを行い、合評形式で評価を記している。
これ以降、位の細分化や上上吉以上の位が設けられたり、名古屋芝居の評判記が出版されたり、江戸の役者のみを対象とした評判記が刊行されたりするなど、様々な変化を遂げながら、江戸時代を通じて毎年刊行された。明治維新後も、明治20年頃まで「俳優評判記」として刊行されていた。
執筆者は、元禄から享保期の江島其磧を除いて、ほぼ不明である。江戸時代の演劇・文学だけでなく、国語史や出版史の重要な資料と位置づけられる。

## 関連人物
- 佐藤彰 (文学研究者)